# Луховка
Лу́ховка (рос. Луховка) — селище міського типу у складі Саранського міського округу Мордовії, Росія.
В радянські часи існувало окремо чотири населених пункти — Луховка, Пушкарські Виселки, Солдатське та Мічуріно.

## Населення
Населення — 8639 осіб (2010; 9099 у 2002).